# Haast Onthoofde Henk
Haast Onthoofde Henk (Engels: Nearly Headless Nick) is een personage uit de verhalen rond Harry Potter, die zijn geschreven door Joanne Rowling.
Zijn volledige naam is Heer Hendrik van Malkontent tot Maling (Engels: Sir Nicholas de Mimsy-Porpington) en hij is het afdelingsspook van Griffoendor, een van de afdelingen van de toverschool Zweinstein. Zijn bijnaam "Haast Onthoofde Henk" dankt hij aan het feit dat hij bijna onthoofd is, maar net niet helemaal, het zit aan één kant nog net met een klein stukje huid vast.
Zijn hoofd kan dus kantelen alsof het met een scharnier aan zijn lichaam vastzit, maar hij kan zijn hoofd niet geheel van zijn lichaam halen zoals de geest van een onthoofd persoon. Dit frustreert hem enorm, omdat volledig onthoofde geesten veel hoger in aanzien staan, voor hen wordt bijvoorbeeld ook ieder jaar een polowedstrijd georganiseerd door de Koplopers. Heer Hendrik meldt zich ieder jaar aan maar wordt telkens afgewezen omdat hij niet aan de belangrijkste eis voldoet: volledige onthoofding.
De datum van overlijden van Haast Onthoofde Henk (31 oktober 1492) is van belang in de verhalenreeks. Aangezien Harry Potter aanwezig is op het 500e "Sterfdagfeest", kunnen de data van de gebeurtenissen op grond hiervan worden berekend.
In de Harry Potterfilms wordt de rol van Haast Onthoofde Henk vertolkt door John Cleese.